# Der Hausmeister (1973)
Der Hausmeister ist die deutsche Fernsehfassung einer Münchner Theaterinszenierung von August Everding aus dem Jahre 1972, die dieser mit Heinz Rühmann in der Titelrolle inszenierte. Das Dreipersonenstück basiert auf dem Bühnendrama „The Caretaker“ von Harold Pinter.

## Handlung
Die Geschichte orientiert sich eng an der 1960 uraufgeführten Bühnenvorlage Der Hausmeister:
Die Brüder Aston und Mick leben in einem baufälligen Haus. Aston hat den verwahrlost wirkenden, stoppelbärtigen Landstreicher Davies, dem Ausweis und Papere fehlen, vor einer Schlägerei gerettet. Aus Mitleid nimmt er den verkommenen und übellaunigen Alten mit zu sich. Der junge Mann bietet Davies an, zu bleiben, er könne sogar den Job des Hausmeisters übernehmen und sich somit Geld dazuverdienen, wenn das Haus renoviert sei. Der gerissene, jähzornige und manipulative Alte erweist sich jedoch als alles andere als dankbar, im Gegenteil: Er entwickelt ein dreistes Anspruchsdenken gegenüber Aston und Mick. Der Landstreicher beginnt beide Brüder geschickt gegeneinander auszuspielen. Davies treibt bald sein Spiel bis aufs Äußerste, sodass der von ihm zuletzt aufs Heftigste beschimpfte Aston aus purem Selbsterhaltungstrieb den bösartigen Misanthrop schließlich wieder vor die Tür setzt. Auch Davies’ letzter Versuch, über die Manipulation von Mick wieder einziehen zu können, misslingt: Der Zusammenhalt der Brüder ist stärker.

## Produktionsnotizen
Der Hausmeister entstand 1972 und wurde am Mittwoch, den 14. Februar 1973 um 20 Uhr 15 im ZDF und im ORF erstmals ausgestrahlt.
Otto Stich entwarf das Szenenbild, Claudia Stich die Kostüme.

## Rezeption
Mit diesem Film unternahm Rühmann einen seiner seltenen Versuche, seinem üblichen Rollentypus des pfiffig-freundlichen Durchschnittsbürger zu entkommen und auch einmal eine Negativfigur, einen unausstehlichen Querulanten, darzustellen.
Die Programmzeitschrift Bild + Funk befand, dass „es dem ‚Volksschauspieler mit Seele und Herz‘ durchaus – wie beabsichtigt – gelang, aus dem bewährten Klischee auszubrechen.“, und in der Programmzeitschrift Gong äußerte sich Rühmann wie folgt: „Ich wollte mir schon lange diesen Wunsch erfüllen. (…) Und ich glaube, ich habe ein Recht darauf, nachdem ich so lange so gewesen bin, wie mich mein Publikum sehen wollte. Die Rolle ist zu einer der schwierigsten und anstrengendsten, aber auch zu einer der fesselndsten geworden, die ich je übernommen habe.“